# Queen II
Queen II är det andra studioalbumet av den brittiska rockgruppen Queen, utgivet den 8 mars 1974. Liksom debutalbumet, spelades Queen II in på Trident Studios i London. Albumet producerades av Queen, Roy Thomas Baker och Robin Cable.
Queen II var Queens första album att ta sig in på den brittiska albumlistan. Som bäst tog sig albumet i Storbritannien upp till plats fem, medan det i USA och Norge tog sig till plats 49 respektive plats 19. Freddie Mercurys låt Seven Seas of Rhye blev bandets första hit och tog sig upp på en tionde plats på den brittiska singellistan.
Fyra av de fem låtarna på sida A är skrivna av gitarristen Brian May, medan den femte och sista låten är skriven av trummisen Roger Taylor. Samtliga låtar på sida B skrevs av sångaren Freddie Mercury. Basisten John Deacon hade vid den här tiden ännu inte skrivit någon låt åt bandet, hans första låt kom på bandets följande studioalbum, Sheer Heart Attack.
Albumet var färdigt att ges ut redan i slutet av 1973, men det fanns flera orsaker till att det inte kunde ges ut. Oljekrisen 1973 gjorde att releasedatumet blev flera månader uppskjutet och när det senare väl var dags att släppa albumet, upptäckte bandet ett tryckfel.

## Historia

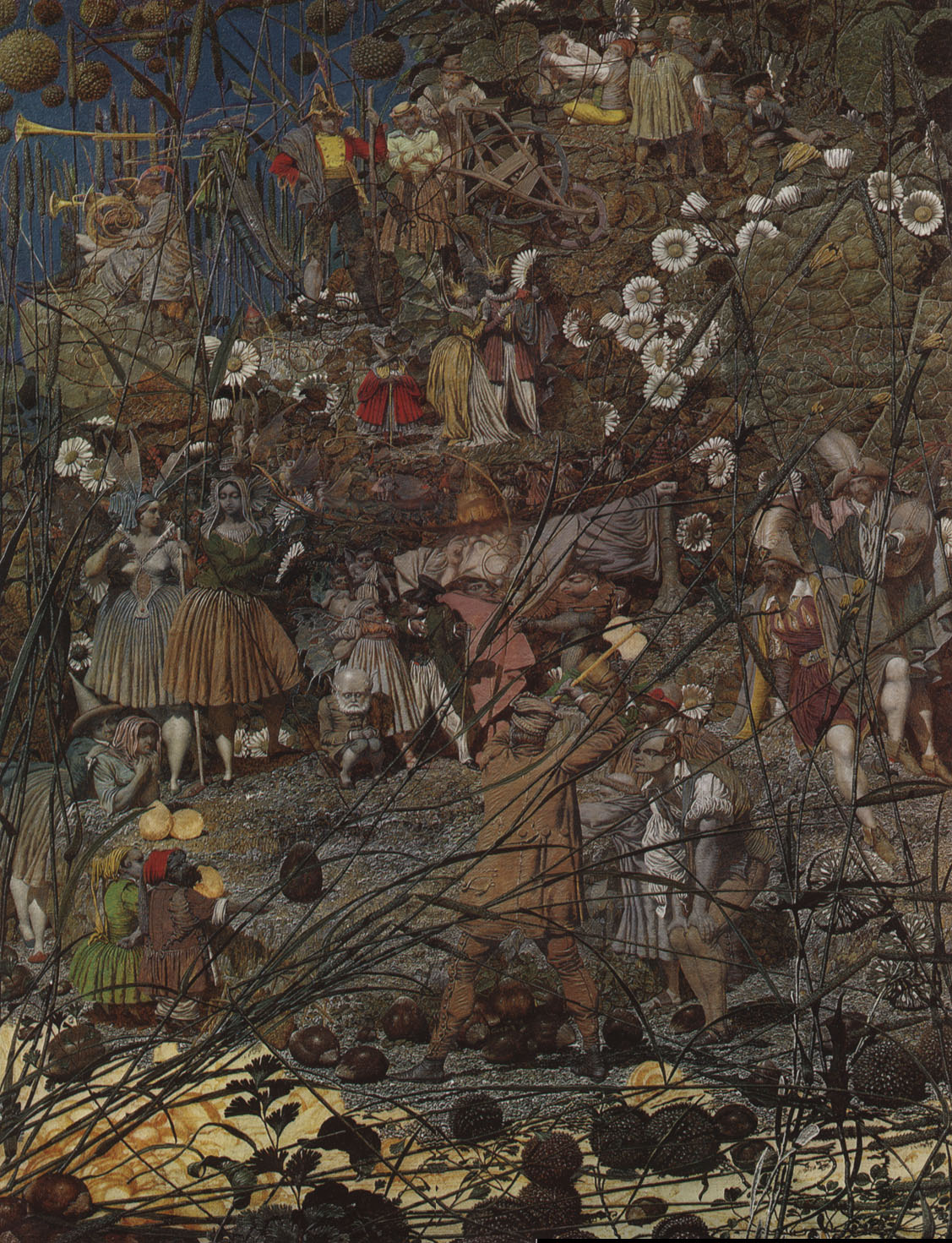
Richard Dadds tavla The Fairy Feller's Master-Stroke har givit namn åt en av sångerna på Queen II.

När inspelningssessionen för debutalbumet Queen avslutades i mars 1973 tog bandet en kort paus innan de i augusti gick in i Trident Studios för att börja arbetet på uppföljaren. Låtarna Father to Son, Ogre Battle, och Seven Seas of Rhye hade skrivits runt samma period som låtarna från debutalbumet. Även White Queen (As It Began) var en äldre låt, skriven av Brian May i slutet av 1960-talet under hans tid i Smile.
Mercurys låt The Fairy Feller's Master-Stroke var inspirerad av Richard Dadds tavla med samma namn. Låten Seven Seas of Rhye mynnar ut i en sång som heter I Do Like to Be Beside the Seaside. Denna sång kan höras visslandes i början av låten Brighton Rock, som öppnar följande album, Sheer Heart Attack.
Bandet övervägde till en början att döpa albumet till Over the Top. Mick Rock fotograferade omslaget till albumet. Samma tema användes två år senare i videon till Bohemian Rhapsody.

## Turné
Den 1 mars 1974, med start i Blackpool, gav sig Queen ut på sin första turné som huvudakt med bandet Nutz som förband. Under den amerikanska delen av turnén var de dock, precis som deras förra turné, förband till Mott the Hoople. Efter sex utsålda konserter på Uris Theatre i New York ställde Queen in resten av turnén då det uppdagats att Brian May fått hepatit. Det amerikanska bandet Kansas tog över Queens plats som förband.

## Låtlista
| 1. | Procession                | Brian May    | Instrumental | 1:12 |
| 2. | Father to Son             | May          | Mercury      | 6:14 |
| 3. | White Queen (As It Began) | May          | Mercury      | 4:36 |
| 4. | Some Day One Day          | May          | May          | 4:22 |
| 5. | The Loser in the End      | Roger Taylor | Taylor       | 4:03 |

| 1.           | Ogre Battle                      | Freddie Mercury | Mercury      | 4:08  |
| 2.           | The Fairy Feller's Master-Stroke | Mercury         | Mercury      | 2:41  |
| 3.           | Nevermore                        | Mercury         | Mercury      | 1:18  |
| 4.           | The March of the Black Queen     | Mercury         | Mercury      | 6:33  |
| 5.           | Funny How Love Is                | Mercury         | Mercury      | 2:46  |
| 6.           | Seven Seas of Rhye               | Mercury         | Mercury      | 2:50  |
| Total längd: | Total längd:                     | Total längd:    | Total längd: | 40:42 |

| 1. | See What a Fool I've Been (BBC Session, juli 1973)                   | May     | 4:22 |
| 2. | White Queen (As It Began) (Live at Hammersmith Odeon, december 1975) | May     | 5:32 |
| 3. | Seven Seas of Rhye (Instrumental mix)                                | Mercury | 3:09 |
| 4. | Nevermore (BBC Session, april 1974)                                  | Mercury | 1:27 |
| 5. | See What a Fool I've Been (B-Side version, februari 1974)            | May     | 4:31 |

## Medverkande
| Queen - John Deacon – bas, akustisk gitarr - Brian May – gitarr, rörklockor, sång, piano - Freddie Mercury – sång, piano, orgel, cembalo - Roger Taylor – trummor, slagverk, marimba, sång Övriga medverkande - Roy Thomas Baker – kastanjetter | Produktion - Producent – Roy Thomas Baker, Queen, Robin Geoffrey Cable - Ljudtekniker – Mike Stone - Foto och art director – Mick Rock - Omslagskoncept – Mick Rock och Queen - Typografi – Ridgeway Watt |

## Listplaceringar och certifikat
| Land           | Topplacering | Sålda ex. | Certifikat | Ref          |
| -------------- | ------------ | --------- | ---------- | ------------ |
| Norge          | 19           |           |            | [ 3 ]        |
| Storbritannien | 5            | 300 000+  | Guld       | [ 2 ] [ 10 ] |
| USA            | 49           | 500 000+  | Guld       | [ 4 ] [ 11 ] |